# (2250) Stalingrad
(2250) Stalingrad est un astéroïde de la ceinture principale.

## Description
(2250) Stalingrad est un astéroïde de la ceinture principale. Il fut découvert le 18 avril 1972 à Naoutchnyï par Tamara Smirnova. Il présente une orbite caractérisée par un demi-grand axe de 3,19 UA, une excentricité de 0,18 et une inclinaison de 1,5° par rapport à l'écliptique.

## Compléments